# 岐阜県歯科医師会
公益社団法人岐阜県歯科医師会（ぎふけんしかいしかい、英称: Gifu Dental Association）は、岐阜県知事所管の岐阜県の歯科医師を会員とする公益法人。

## 本部所在地
- 〒500-8486 岐阜県岐阜市加納城南通り1丁目18番地

## 郡市歯科医師会
- 岐阜市歯科医師会 - 〒500-8182　岐阜市美殿町46　甘泉堂総本店ビル2F、3F